# Market Shop
Market Shop – wioska na wyspie Nevis w Federacji Saint Kitts i Nevis. Jest stolicą parafii Saint George Gingerland.